# Um Banda Um
Um Banda Um é um álbum lançado por Gilberto Gil em 1982.
Na ocasião, o Gil iria lançar um disco voltado para o mercado internacional. Gravando algum material influenciado por ritmos jamaicanos em Nova Iorque, o cantor recebeu, no Brasil, uma cópia dele e, no entanto, não gostou do resultado e o projeto foi adiado. Foi produzido por Liminha (assim como o álbum anterior, Luar), sendo gravado entre junho e julho de 1982 pela gravadora Warner. As canções mais famosas do disco são Drão, Andar com Fé e Esotérico, todas sendo muito influenciadas pelo estilo reggae.
Apesar da influencia do ritmo  Americano, na época do seu laçamento Gil descreveu o album como uma buscar para “O sentido universalista da umbanda como uma cisão do culto fechado das religiões, seja candomblé, seja a católica, ambas monistas, cada uma com a sua verdade; o panteísmo necessário da umbanda, uma religião que não é uma mas 'todas', misturando o kardecismo, o catolicismo... o politeísmo africano (e Banda Um é uma música-síntese com uma intenção e um conceito panculturalista, uma canção que cultiva as ideias de música, de juventude, de comportamento, de consumo e de vários nacionalismos).”
O álbum incluiu alguns das canções mais icônica do Gil, como "Drão", "Andar com Fé", e "Esotérico", todas que são pesadamente influencia pelo reggae.

## Faixas
Todas as faixas escritas por Gilberto Gil, exceto onde notado.
| N.º | Título            | Compositor(es)                  | Duração |  |
| 1.  | "Banda Um"        |                                 | 04:40   |  |
| 2.  | "Afoxé É"         |                                 | 04:05   |  |
| 3.  | "Metáfora"        |                                 | 04:20   |  |
| 4.  | "Deixar Você"     |                                 | 04:45   |  |
| 5.  | "Pula, Caminha"   | Marino Pinto e Manezinho Araujo | 03:40   |  |
| 6.  | "Andar Com Fé"    |                                 | 03:20   |  |
| 7.  | "Drão"            |                                 | 03:20   |  |
| 8.  | "Esotérico"       |                                 | 04:22   |  |
| 9.  | "Menina do Sonho" |                                 | 04:55   |  |
| 10. | "Ê Menina"        | João Donato e Guarabyra         | 03:50   |  |
| 11. | "Nossa"           |                                 | 02:45   |  |

Faixa(s) bônus
| Lista de faixas |                                  |                |         |  |
| N.º             | Título                           | Compositor(es) | Duração |  |
| 1.              | "Afoxé é (primeira versão)"      |                | 04:02   |  |
| 2.              | "Deixar você (primeira versão)"  |                | 04:46   |  |
| 3.              | "Esotérico (primeira versão)"    |                | 03:57   |  |
| 4.              | "Banda Um (primeira versão)"     |                | 04:30   |  |
| 5.              | "Ê menina (primeira versão)"     |                | 05:28   |  |
| 6.              | "Esotérico (regravação take 01)" |                | 04:28   |  |

## Recepção
Tárik de Souza, para o jornal Jornal do Brasil, escreveu que em Um Banda Um, “Gil dominou o indomável” e adicionou que “poeticamente, Gil nunca estava tão ágil”. Renato Sérgio, para a revista Manchete, percebeu que parte do publico “estava achado os aspectos africanista da carreira do Gil's career excessivo, especialmente em Um Banda Um."

## Legado
Segundo ao jornalista e pesquisador musical Ceci Alves, para o Google Artes e Cultura, em Um Banda Um, Gil revelo seu relacionamento com a Umbanda, uma religião que, para ele, era o tipo de antecâmara para os ritos do Candomblé.
Lucas Teixeira, para o portal cultural MonkeyBuzz, escreve que “Um Banda Um é uma celebração animada do baiano ao que a vida tem para oferecer. Está ali o divino, o misterioso, a fé, as várias possibilidades do amor. É um álbum de um Gil sem medo de ser feliz nem de mostrar ao mundo essa felicidade.”
Em uma lista feita pelo podcast Discoteca Básica, que listava as 500 melhores álbuns na historia da musica Brasileira, Um Banda Um foi classificado 490º fora do 17 álbuns do Gil na lista.